# Марк Юний Силан (претор 212 года до н. э.)
Марк Ю́ний Сила́н (лат. Marcus Iunius Silanus; умер после 206 года до н. э.) — римский военачальник и политический деятель из плебейского рода Юниев, участник Второй Пунической войны. Сражался с карфагенянами в Испании под началом Публия Корнелия Сципиона (впоследствии Африканского).

## Происхождение
Марк Юний принадлежал к плебейскому роду, первые достоверные известия о котором относятся к концу IV века до н. э. Он был первым известным истории носителем когномена Силан (Silanus).

## Биография
Марк Юний начал свою карьеру не позже 216 года до н. э., когда он в качестве префекта действовал против карфагенян в Кампании. Жители Неаполя, боявшиеся нападения Ганнибала, призвали Силана к себе. Он занял город и таким образом заставил врага отступить. В 212 году до н. э. Марк Юний занимал должность претора и командовал двумя легионами в Этрурии. Известно, что он закупал в этом регионе зерно для армии, готовившейся осаждать Капую. Полномочия Силана были продлены на следующий год. 
В 210 году до н. э. сенат направил Марка Юния в Испанию с полномочиями пропретора. Силан должен был заменить своего коллегу по претуре Гая Клавдия Нерона, но командующим всеми римскими войсками в регионе стал Публий Корнелий Сципион (впоследствии Африканский). Благодаря регулярному продлению полномочий Марк оставался подчинённым Сципиона до 206 года до н. э.
В конце лета 210 года до н. э. оба военачальника переправились в испанские Эмпории. В 209 году до н. э., пока Сципион брал штурмом Новый Карфаген, Силан оставался к северу от реки Ибер с отрядом в три тысячи пехотинцев и пятьсот всадников, чтобы обеспечивать контроль над занятой территорией. В 207 году до н. э. он предпринял рейд на юг во главе десятитысячной армии. Скрытно приблизившись к двум карфагенским лагерям, Марк Юний напал на один из них, где находились кельтиберы, и уничтожил большую часть солдат противника; появившиеся на поле боя карфагеняне тоже были разбиты. В результате в Испании осталась только одна вражеская армия, которой командовал Гасдрубал, сын Гисгона. 
В решающей для судеб Испании битве при Илипе (206 год до н. э.) Силан командовал вместе с Луцием Марцием Септимом одним из флангов римской армии. В ходе боя оба фланга выдвинулись вперёд по сравнению с центром, и это обеспечило римлянам убедительную победу. Позже Сципион отправился в Нумидию, на переговоры с царём Сифаксом; Марк Юний остался его заместителем в Новом Карфагене.
Согласно Полибию, когда Сципион уезжал из Испании (конец 206 года до н. э.), он оставил Силана одним из временных командующих в этом регионе (наряду с Септимом). После этого Марк Юний уже не упоминается в источниках.

## Потомки
Возможно, сыном Марка Юния был префект союзников того же имени, погибший в 196 году до н. э. в войне с бойями в Цизальпийской Галлии.